# 天主教卡塔赫納教區
天主教卡塔赫納教區（拉丁語：Dioecesis Carthaginensis in Hispania）是西班牙一個羅馬天主教教區，屬格拉納達總教區。
教區位於穆爾西亞自治區。第一位具名的主教見於6世紀的文獻。2007年，在當地1,335,792人口中，有教友1,195,792人，佔轄區總人口89.3%、291個堂區、486名司鐸、143名修士、894名修女。現任教區主教為若瑟·洛爾卡·普拉內斯。